# Équipe de Pologne de rugby à XV
L'équipe de Pologne de rugby à XV rassemble les meilleurs joueurs de rugby à XV de Pologne. Elle est surnommée Biało-czerwoni (les Blanc et Rouge) ou Orły (les aigles).
Lors de la saison, elle participe à la première division (Championship) du championnat d'Europe. Cette compétition rassemble les huit meilleures équipes européennes (à l'exception des équipes des Six Nations).
L'équipe n'a pas encore participé à la Coupe du monde de rugby.
L'équipe de Pologne est classée à la 36e place au classement World Rugby du 18 mars 2024, son meilleur classement était à la 24e place en 2012 et 2013.

## Histoire
La Pologne a fait ses débuts internationaux contre l'Allemagne de l'Est en 1958 à Łódź, match remporté par un point d'écart (9-8). La même année, elle joue contre la Allemagne de l'Ouest à Krasnoïarsk et s'incline 11-3. L'année suivante elle dispute deux autres matchs au Dinamo Stadion de Bucarest, l'un remporté face à la Tchécoslovaquie et l'autre perdu face à la Roumanie.
En 1962, elle dispute un match contre les Barbarians italiens à Poznań et est défaite 22 à 5. La Pologne les rencontre encore l'année suivante à L'Aquila et améliore son résultat, ne perdant plus que 12-6.
La Pologne commence alors à jouer face à des équipes plus variées tout au long des années 60, et bat par exemple les Pays-Bas ou la Suède. En 1969, elle perd face au XV de France à Varsovie sur un score important de 67 à 0.
La Pologne perd ensuite chacune de ses trois rencontres durant la période des tests matchs de 1970 et est encore défaite l'année suivante par l'Allemagne de l'Est à Grimma. Ce match précède la bonne série des Polonais qui battent les Pays-Bas, le Maroc, la Tchécoslovaquie et l'Union soviétique. En 1975 la Pologne joue l'Italie à Trévise, et s'incline 13-28. En 1977, elle défie encore les Français et perd de nouveau (9-26). La même année, la Pologne rencontre les Barbarians italiens et s'incline par six points seulement, portant le score à 6-12. Elle joue face au XV de France en 1978 mais n'arrive toujours pas à gagner (match perdu 24-35).
La Pologne rencontre en 1979 les Barbarians, victorieux des Polonais 13-3, et également la France l'année suivante, qui l'écrase 42-0. Le match suivant face au XV tricolore (en 1981) se solde également par une défaite polonaise (49-6).
Cependant le match entre les deux mêmes équipes en 1984 voit la résistance de l'équipe polonaise qui ne perd que 19-3. Un match contre les Barbarians l'année suivante finira sur le même score.
En 1987 la Pologne joue face aux deux équipes italiennes, les Barbarians et l'équipe nationale des -21 ans. Bien qu'ils aient perdu face aux Barbarians, les Polonais battent l'équipe des moins de 21 ans.
La Pologne ne participe pas à la Coupe du monde 1987.

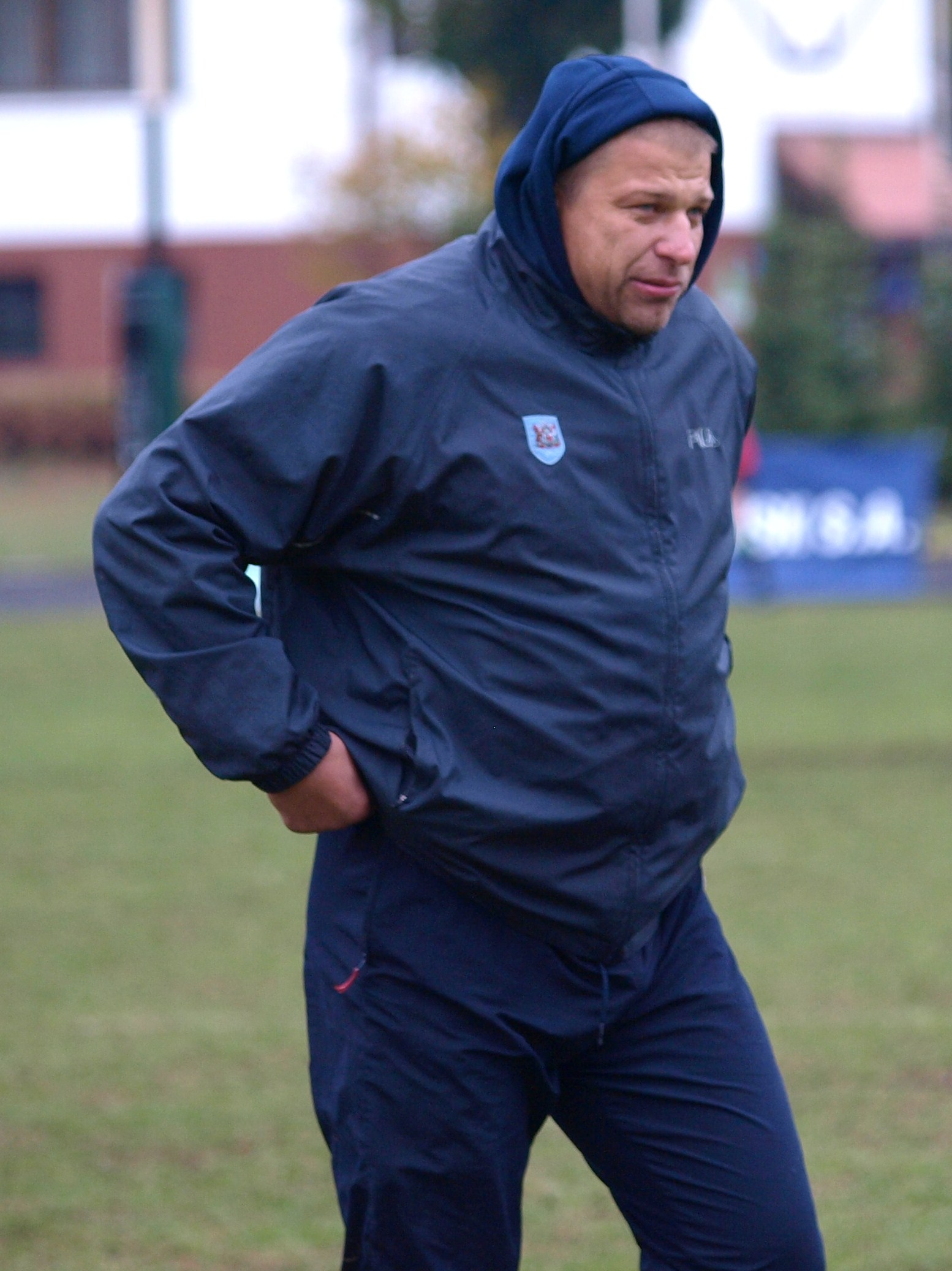
Gregory Kacala, joueur de l'équipe nationale dans les années 1990.

En 1990, elle rencontre l'équipe d'Italie officielle à Naples et s'incline de nouveau (34-3).
La Pologne ne joue pas non plus la Coupe du monde 1991 en Angleterre. Elle enchaîne tout de même les succès de 1992 à 1993, portant le total de matchs gagnés à 6, jusqu'à ce que la Russie soit victorieuse par 41 à 5 (match disputé à Gdańsk).
En 1998, la Pologne connait une cinglante défaite en Roumanie, perdant 74-13. Elle ne disputera toujours pas les Coupes du monde 1999 au Pays de Galles et 2003 en Australie.

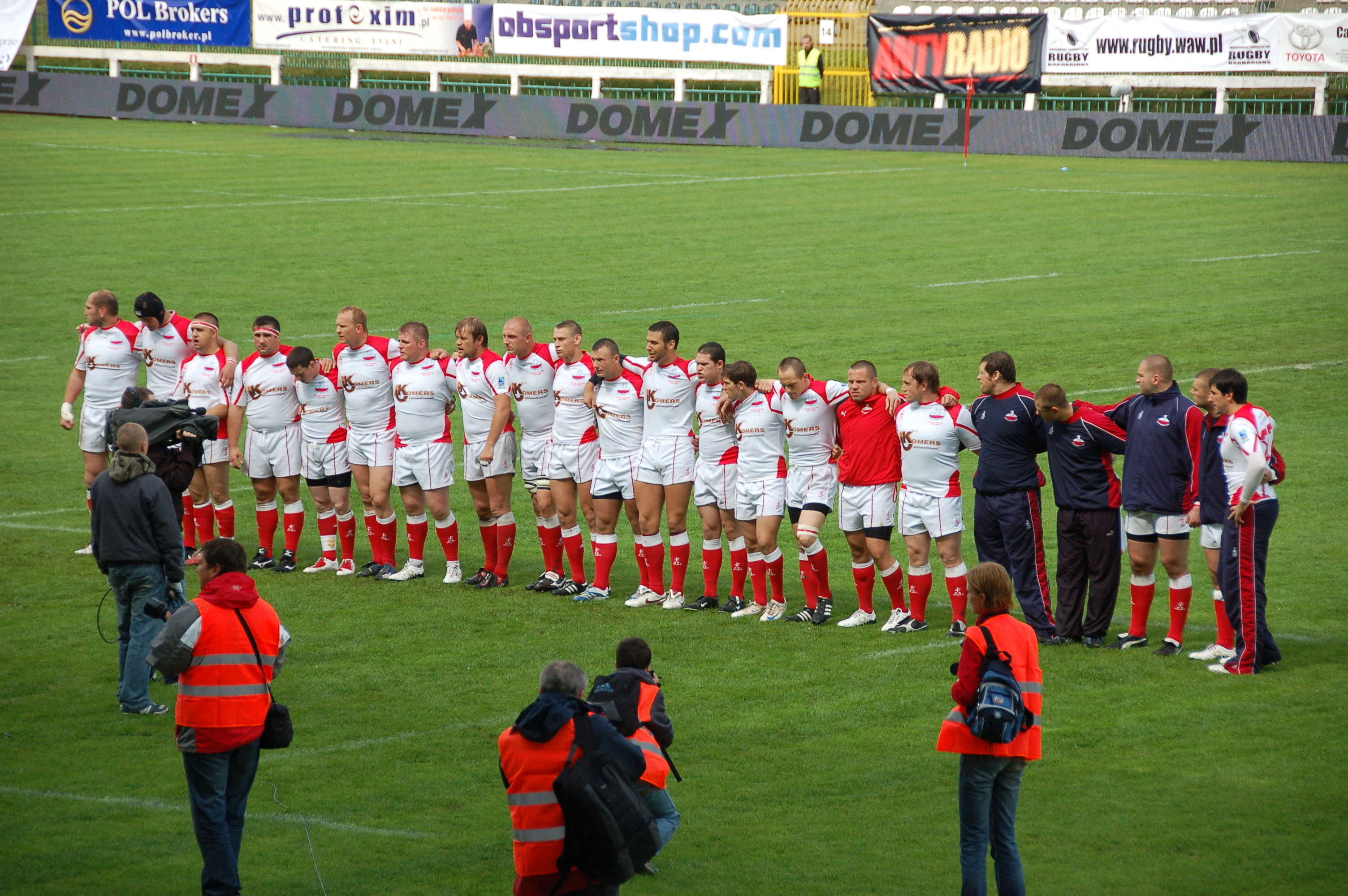
L'équipe de Pologne en 2009.

Durant les éliminatoires comptant pour la Coupe du monde 2007, la Pologne sort 1re du groupe D, remportant tous ses matchs. Mais elle se fera éliminer du 3e tour, finissant 4e.
Cependant l'équipe de Pologne participe aussi au championnat d'Europe, où en 2022, avec l'arrivée du nouveau staff de Chris Hitt, elle a fini deuxième du Trophy (2e division) ce qui lui a permis sa montée en Championship (1re division) pour les saisons 2023 et 2024.
Lors du Championship en 2023, la Pologne subit sa plus large défaite en match officiel contre le Portugal, mais aussi décroche sa première victoire en Championship depuis sa montée contre la Belgique à Gdansk.
Sur l'ensemble des deux éditions 2023 et 2024 du Championship, la Pologne se classée à la dernière position, entraînant sa relégation et retour au Trophy pour la saison suivante. Lors du dernier match de la Pologne de 2024, Grzegorz Buczek, joueur emblématique de l'équipe nationale, dispute son dernier match international. Il en est également le capitaine pour cette rencontre.
Organisé en l'honneur de l'Armistice et de l'Fête nationale de l'indépendance polonaise, un match amical de commémoration a vu s'affronter le 11 novembre 2023 l'équipe de Pologne et celle des Forces armées britanniques. Célébrée dans l'enceinte du Stade national à Gdansk, la rencontre s'est conclue par une victoire serrée de la Pologne, 17-14.
À la suite de la relégation en Trophy, Chris Hitt est démis de ses fonctions d'entraîneur, et l'emblématique joueur de la sélection polonaise, Kamil Bobryk, prend les rênes de l'équipe nationale pour tenter de faire remonter la Pologne en Championship dans le futur.
Lors de la saison 2024-2025, la Pologne réalise un excellent parcours en restant invaincue, enchaînant quatre victoires consécutives face au Luxembourg, la Croatie, la Tchéquie et la Lituanie. Le samedi 12 avril 2025, la rencontre décisive face à la Suède à Stockholm, sur la pelouse de la Trelleborg Rugby Arena, détermine le vainqueur du Trophy. Les deux équipes comptent alors le même nombre de points avant ce dernier match. La Pologne s'impose 29 à 25 à l'issue d'un match accroché, remportant ainsi le Trophy.

## Personnalités de l'équipe

### Effectif 2022-2023
,,,,,
Les avants :
| Poste           | Joueur                      | Club                           |
| --------------- | --------------------------- | ------------------------------ |
| Pilier          | Jake Wisniewski             | Cross Keys RFC                 |
| Pilier          | Quentin Cieslinski          | ASV Lavaur                     |
| Pilier          | Sylwester Gąska             | Ogniwo Sopot                   |
| Pilier          | Thomas Fidler               | Ogniwo Sopot                   |
| Pilier          | Zenon Szwagrzak             | Selkirk RFC                    |
| Pilier          | Craig Bachurzewski          | Alnwick RFC                    |
| Taloneur        | Grzegorz Buczek             | RC Lechia Gdańsk               |
| Taloneur        | Kamil Bobryk                | CS Vienne                      |
| Taloneur        | Jakub Burek                 | Ogniwo Sopot                   |
| Taloneur        | Dominik Mohyła              | RC Arka Gdynia                 |
| Deuxième Ligne  | Michał Krużycki             | RC Lechia Gdańsk               |
| Deuxième Ligne  | Mateusz Bartoszek           | RC Bassin d’Arcachon           |
| Deuxième Ligne  | Michal Mirosz               | Skra Warszawa                  |
| Deuxième Ligne  | Jakub Maleski               | Ebbw Vale RFC                  |
| Deuxième Ligne  | Max Loboda                  | Preston Grasshoppers RFC       |
| Deuxième Ligne  | Arkadiusz Janeczko          | Skra Warszawa                  |
| Deuxième Ligne  | Adam Piotrowski             | Ogniwo Sopot                   |
| Troisième Ligne | Siokivaha Taufui Halaifonua | Skra Warszawa                  |
| Troisième Ligne | Jan Cal                     | Skra Warszawa                  |
| Troisième Ligne | Aleksander Nowicki          | RC Hyères Carqueiranne La Crau |
| Troisième Ligne | Arthur Klis                 | Racing 92                      |
| Troisième Ligne | Brandon Olow                | Perth Bayswater RUC            |
| Troisième Ligne | Piotr Zeszutek (Capitaine)  | Ogniwo Sopot                   |
| Troisième Ligne | Kacper Palamarczuk          | Westport RFC                   |

Les arrières :
| Poste            | Joueur               | Club                         |
| ---------------- | -------------------- | ---------------------------- |
| Demi de mêlée    | Dawid Plichta        | RC Orkan Sochaczew           |
| Demi de mêlée    | Mateusz Plichta      | Ogniwo Sopot                 |
| Demi de mêlée    | Sean Cole            | Stade niçois                 |
| Demi d’ouverture | Jędrzej Nowicki      | CA Pontarlier                |
| Demi d’ouverture | Wojciech Piotrowicz  | Ogniwo Sopot                 |
| Demi d’ouverture | Dawid Banaszek       | RC Arka Gdynia               |
| Centre           | Peter Hudson         | Bishop Burton University     |
| Centre           | Daniel Gdula         | Skra Warszawa                |
| Centre           | Grzegorz Szczepański | KS Budowlani Lublin          |
| Centre           | Krystian Pogorzelski | Budo 2011 Aleksandrów Lódzki |
| Centre           | Łukasz Korneć        | Pogoń Siedlce                |
| Ailier           | Dominik Morycki      | Enniscorthy RFC              |
| Ailier           | Robert Wójtowicz     | RC Lechia Gdańsk             |
| Ailier           | Tomasz Pozniak       | Esher RFC                    |
| Ailier           | Kacper Skup          | Pogoń Siedlce                |
| Arrière          | Ross Cooke           | Tynedale RFC                 |

### Staff 2022-2023
- Entraîneur :  Chris Hitt
- Entraîneur des arrières :  Morgan Stoddart
- Entraîneur des avants :  Bradley Davies
- Manager :  Maja Lindner

### Joueurs emblématiques
La Pologne met en avant ces joueurs ayant dépassé les 40 sélections, au sein d'un groupe appelé "Klub 40". Les joueurs membres de ce club, au 17 mai 2023, sont :
- Stanisław Więciorek : 65 sélections
- Kazimierz Matczak : 59 sélections
- Bolesław Malarczyk : 57 sélections
- Jan Jagieniak : 51 sélections
- Kamil Bobryk et Dariusz Komisarczuk : 50 sélections
- Sylwester Hodura et Łukasz Szostek : 49 sélections
- Henryk Krawczuk et Marcin Wilczuk : 47 sélections
- Ryszard Justynski et Andrzej Kopyt : 46 sélections
- Krzysztof Krac : 43 sélections
- Maciej Brażuk, Grzegorz Gąsiorowski, Krzysztof Hotowski, Jerzy Milart, Kazimierz Olejniczak : 42 sélections
- Dariusz Marciniak : 41 sélections

### Entraineurs et sélectionneurs
- Marian Bondarowicz (1958–1959)
- Eugeniusz Rogatka (1959–1960)
- Marian Bondarowicz (1960–1961)
- Jan Frankowski (1961)
- Marian Bondarowicz (1962)
- Józef Koter (1963)
- Józef Grochowski (1964)
- Franciszek Nowak (1965)
- Józef Sokołowski (1965–1968)
- Zbigniew Janus (1969–1970)
- Józef Sokołowski (1970)
- Józef Grochowski (1971–1975)
- Józef Sokołowski (1975)
- Ryszard Wiejski (1976–1989)
- Andrzej Kopyt (1990)
- Zdzisław Szczybelski (1990–1991)
- Andrzej Kopyt (1991–1994)
- Ryszard Wiejski i Maciej Powała-Niedźwiecki (1994–1995)
- Maciej Powała-Niedźwiecki (1995–2000)
- Jerzy Jumas (2000–2006)
- Tomasz Putra (2006–2013)
- Marek Płonka (2013–2016)
- Blikkies Groenewald (2016–2017)
- Stanisław Więciorek (2017)
- Duaine Lindsay (2018–2021)
- Chris Hitt (depuis 2021)

## Bilan
- En Coupe du monde et lors des tournois de qualification pour la Coupe du monde.

| Résultat en Coupe du monde | Résultat en Coupe du monde | Résultat en Coupe du monde | Résultat en Coupe du monde | Résultat en Coupe du monde | Résultat en Coupe du monde | Résultat en Coupe du monde | Résultat en Coupe du monde |                          | Résultats en qualifications pour la Coupe du monde | Résultats en qualifications pour la Coupe du monde | Résultats en qualifications pour la Coupe du monde | Résultats en qualifications pour la Coupe du monde | Résultats en qualifications pour la Coupe du monde | Résultats en qualifications pour la Coupe du monde |
| Année                      | Part                       | MJ                         | V                          | N                          | D                          | PM                         | PC                         | MJ                       | V                                                  | N                                                  | D                                                  | PM                                                 | PC                                                 |                                                    |
| -------------------------- | -------------------------- | -------------------------- | -------------------------- | -------------------------- | -------------------------- | -------------------------- | -------------------------- | ------------------------ | -------------------------------------------------- | -------------------------------------------------- | -------------------------------------------------- | -------------------------------------------------- | -------------------------------------------------- | -------------------------------------------------- |
| 1987                       | Pas invitée                | Pas invitée                | Pas invitée                | Pas invitée                | Pas invitée                | Pas invitée                | Pas invitée                | Pas invitée              | Pas invitée                                        | Pas invitée                                        | Pas invitée                                        | Pas invitée                                        | Pas invitée                                        |                                                    |
| 1991                       | Ne s'est pas qualifiée     | Ne s'est pas qualifiée     | Ne s'est pas qualifiée     | Ne s'est pas qualifiée     | Ne s'est pas qualifiée     | Ne s'est pas qualifiée     | Ne s'est pas qualifiée     | 3                        | 1                                                  | 0                                                  | 2                                                  | 61                                                 | 79                                                 |                                                    |
| 1995                       | Ne s'est pas qualifiée     | Ne s'est pas qualifiée     | Ne s'est pas qualifiée     | Ne s'est pas qualifiée     | Ne s'est pas qualifiée     | Ne s'est pas qualifiée     | Ne s'est pas qualifiée     | 2                        | 1                                                  | 0                                                  | 1                                                  | 28                                                 | 47                                                 |                                                    |
| 1999                       | Ne s'est pas qualifiée     | Ne s'est pas qualifiée     | Ne s'est pas qualifiée     | Ne s'est pas qualifiée     | Ne s'est pas qualifiée     | Ne s'est pas qualifiée     | Ne s'est pas qualifiée     | 4                        | 1                                                  | 0                                                  | 3                                                  | 58                                                 | 152                                                |                                                    |
| 2003                       | Ne s'est pas qualifiée     | Ne s'est pas qualifiée     | Ne s'est pas qualifiée     | Ne s'est pas qualifiée     | Ne s'est pas qualifiée     | Ne s'est pas qualifiée     | Ne s'est pas qualifiée     | 6                        | 5                                                  | 0                                                  | 1                                                  | 177                                                | 109                                                |                                                    |
| 2007                       | Ne s'est pas qualifiée     | Ne s'est pas qualifiée     | Ne s'est pas qualifiée     | Ne s'est pas qualifiée     | Ne s'est pas qualifiée     | Ne s'est pas qualifiée     | Ne s'est pas qualifiée     | 8                        | 5                                                  | 0                                                  | 3                                                  | 188                                                | 180                                                |                                                    |
| 2011                       | Ne s'est pas qualifiée     | Ne s'est pas qualifiée     | Ne s'est pas qualifiée     | Ne s'est pas qualifiée     | Ne s'est pas qualifiée     | Ne s'est pas qualifiée     | Ne s'est pas qualifiée     | 7                        | 3                                                  | 0                                                  | 4                                                  | 94                                                 | 118                                                |                                                    |
| 2015                       | Ne s'est pas qualifiée     | Ne s'est pas qualifiée     | Ne s'est pas qualifiée     | Ne s'est pas qualifiée     | Ne s'est pas qualifiée     | Ne s'est pas qualifiée     | Ne s'est pas qualifiée     | 10                       | 5                                                  | 0                                                  | 5                                                  | 208                                                | 183                                                |                                                    |
| 2019                       | Ne s'est pas qualifiée     | Ne s'est pas qualifiée     | Ne s'est pas qualifiée     | Ne s'est pas qualifiée     | Ne s'est pas qualifiée     | Ne s'est pas qualifiée     | Ne s'est pas qualifiée     | 5                        | 3                                                  | 0                                                  | 2                                                  | 73                                                 | 73                                                 |                                                    |
| 2023                       | Ne s'est pas qualifiée     | Ne s'est pas qualifiée     | Ne s'est pas qualifiée     | Ne s'est pas qualifiée     | Ne s'est pas qualifiée     | Ne s'est pas qualifiée     | Ne s'est pas qualifiée     | Automatiquement éliminée | Automatiquement éliminée                           | Automatiquement éliminée                           | Automatiquement éliminée                           | Automatiquement éliminée                           | Automatiquement éliminée                           |                                                    |
| 2027                       | Ne s'est pas qualifiée     | Ne s'est pas qualifiée     | Ne s'est pas qualifiée     | Ne s'est pas qualifiée     | Ne s'est pas qualifiée     | Ne s'est pas qualifiée     | Ne s'est pas qualifiée     | Automatiquement éliminée | Automatiquement éliminée                           | Automatiquement éliminée                           | Automatiquement éliminée                           | Automatiquement éliminée                           | Automatiquement éliminée                           |                                                    |
| Total                      | 0/9                        | 0                          | 0                          | 0                          | 0                          | 0                          | 0                          | 45                       | 24                                                 | 0                                                  | 21                                                 | 941                                                | 862                                                |                                                    |

- En championnat d'Europe depuis 2000.

| Édition   | Division                    | Rang      | MJ  | V  | N | D  |
| --------- | --------------------------- | --------- | --- | -- | - | -- |
| 1999-2000 | Division 3                  | Deuxième  | 4   | 3  | 0 | 1  |
| 2000-2002 | Division 2                  | Vainqueur | 5   | 4  | 0 | 1  |
| 2002-2004 | Division 2, poule A         | Quatrième | 8   | 2  | 1 | 5  |
| 2004-2006 | Division 2                  | -         | -   | -  | - | -  |
| 2006-2008 | Division 2, poule B         | Vainqueur | 8   | 7  | 0 | 1  |
| 2008-2010 | Division 2, poule A         | Quatrième | 7   | 3  | 0 | 4  |
| 2010-2012 | Division 1, poule B         | Deuxième  | 10  | 6  | 1 | 3  |
| 2012-2014 | Division 1, poule B         | Quatrième | 10  | 5  | 0 | 5  |
| 2014-2016 | Division 1, poule B         | Cinquième | 10  | 4  | 0 | 6  |
| 2016-2017 | Trophy (2e division)        | Quatrième | 5   | 1  | 0 | 4  |
| 2017-2018 | Trophy (2e division)        | Cinquième | 5   | 1  | 0 | 4  |
| 2018-2019 | Trophy (2e division)        | Quatrième | 5   | 2  | 0 | 3  |
| 2019-2020 | Trophy (2e division)        | Sixième   | 5   | 1  | 0 | 4  |
| 2021-2022 | Trophy (2e division)        | Deuxième  | 5   | 4  | 0 | 1  |
| 2023      | Championship (1re division) | Huitième  | 5   | 1  | 0 | 4  |
| 2024      | Championship (1re division) | Huitième  | 5   | 0  | 0 | 5  |
| 2025      | Trophy (2e division)        | Vainqueur | 5   | 5  | 0 | 0  |
| Total     | Total                       | Total     | 100 | 50 | 1 | 49 |